# Donnchad Donn
Donnchadh Donn mac Flainn (Ortografía antigua: Donnchad Donn mac Flainn) (Duncan del Cabello Castaño, hijo de Flann) (muerto en 944) fue Rey Supremo de Irlanda y Rey de Mide. Perteneció a Clann Cholmáin, una rama de los Uí Néill.

## Orígenes
Donnchad era hijo de Rey Supremo Flann Sinna y Gormlaith ingen Fhlainn maic Conaing. La fecha de su nacimiento es desconocida, pero aparentemente ya era adulto en 904 cuando aparece encabezando un desafío a su padre en Kells. Los Anales de Ulster afirman que muchos de los seguidores de Donnchad fueron decapitados por Flann, y que el Rey Supremo profanó el santuario de Kells para capturar a Donnchad.
Donnchad se rebeló nuevamente contra su padre en 915, con el apoyo de su hermano Conchobar, pero esta rebelión fue sofocada por el marido de su hermana Gormlaith marido, y el heredero de su padre, Niall Glúndub. Cuándo Flann murió en 916, Niall Glúndub le sucedió como Rey de Tara, mientras Conchobar ascendía a Rey de Mide, el reino de Clann Cholmáin.
Niall y Conchobar murieron el 14 de septiembre de 919, en batalla contra los extranjeros—Vikingos e Hiberno-nórdicos—en Dublín. Otros reyes irlandeses y príncipes entre los muertos fueron los maridos de las hermanas de Donnchad, Máel Mithig mac Flannacáin, sobrino de Niall Glúndub y su heredero designado Flaithbertach mac Domnaill, "y muchos otro nobles".
Donnchad se proclamó rey de Mide, y rey supremo de Irlanda. Inmediatamente hizo cegar a su hermano Áed. Dos años más tarde, Donnchad se libró de otro de sus hermanos, los anales dicen: "Domnall nieto de Máel Sechnaill fue muerto con falsedad por su hermano Donnchad." Algunos años más tarde, Donnchad también eliminó a su sobrino, Máel Ruanaid, hijo de Conchobar.

## Reinado
La primera aventura de Donnchad fue una campaña contra los ejércitos de los extranjeros en el moderno Condado de Louth, "en el que un número muy grande [de los Extranjeros] fue masacrado." La mayoría de los informes de batallas con los extranjeros a partir de ahí durante el reinado de Donnchad conciernen a "el Hector del mundo occidental", el infatigable Muirchertach mac Néill, Rey de Ailech y que probablemente hubiera sucedido a Donnchad de no haber muerto en batalla contra los extranjeros el 26 de febrero de 943. La relación de Donnchad con Muirchertach, el marido de su hija, no fue buena, y el conflicto entre ellos consta en 927, 929, y 938. La esposa de Muirchertach falleció en 940, y en 941 asaltó Mide, Osraige, y Munster, tomando al rey de Munster, Cellachán Caisil como rehén como manifestación de su poder, y de la limitada autoridad de Donnchad.
A su muerte, fue sucedido como Rey de Tara por el hijo de su hermana, Congalach Cnogba, miembro del Síl nÁedo Sláine. El hijo de Donnchad, Óengus ocupó el trono de Mide.

## Familia
Donnchad estuvo casado tres veces. Su primera mujer fue Cainnech ingen Canannán (muerta en 929), hija del Rey de Cenél Conaill. Su segunda mujer fue Órlaith íngen Cennétig, hermana de Brian Boru de Dál gCais. Órlaith fue asesinada en 941, aparentemente por orden de Donnchad, quizás debido a una relación sexual entre ella y su hijastro Óengus. La tercera esposa de Donnchad, Dub Lémna ingen Tighearnáin (muerta en 943), era la hija del rey de Bréifne. Charles Doherty nota que todas las esposas de Donnchad procedían de familias ascendentes. Los Ua Canannáin de Tír Ċonaill, los Dál gCais de Thomond, y los Ua Ruairc de Bréifne estaban entre las familias principales de los siglos XI y XII.
Entre los hijos de Donnchad se cuentan Conn (muerto en 944), Óengus su sucesor (muerto en 945), Domnall Donn (muerto en 952), el padre del futuro Rey de Tara Máel Sechnaill mac Domnaill. Sus hijas fueron Flann ingen Donnchadha (muerta en 940), esposa de Muirchertach mac Néill, y Óebfhinn ingen Donnchadha (muerto 952).
Su única hermana por padre y madre conocida, Gormflaith ingen Flann Sinna (c.870–948), fue Reina de Tara.

## Árbol familiar
```
        Gormlaith ingen Flann mac Conaing = Flann Sinna = Otras mujeres.
                                          |             |
     _____________________________________|____         |________________________________________________________________
    |                                          |        |        |             |       |    |          |        |       |
    |                                          |        |        |             |       |    |          |        |       |
    
Donnchad Donn
                       Gormflaith Cerball Máel Ruanaid  Óengus  Áed Conchobar Donnell Lígach Muirgel
  = Cainnech ingen Canannán (d. 929)
  = Órlaith íngen Cennétig (ex. 941)
  = Bautiza Lemna ingen Tighearnáin (d. 943)
    |
    |_________________________________________________________________________________________
    |              |                  |                          |                         |
    |              |                  |                          |                         |
    Donn (d. 944)  Óengus (muerto 945) Domnall Donn (muerto 952) Flann (muerto 940)          Óebfhinn (muerto 952).
                                      |                        = Muirechertach mac Néill
                                      |                          |
                                      |                          |
                      Máel Sechnaill mac Domnaill Domnall ua Néill
```